# Знамя (Вологодская область)
Знамя — посёлок в Бабушкинском районе Вологодской области.
Входит в состав Рослятинского сельского поселения, с точки зрения административно-территориального деления — в Рослятинский сельсовет.
Расстояние по автодороге до районного центра села имени Бабушкина составляет 77 км, до центра муниципального образования Рослятино — 2 км.
Население по данным переписи 2002 года — 7 человек.